# Jeanette McLeod
Jeanette McLeod, auch MacLeod (* 1946 in Glasgow, Schottland; † 14. Dezember 2011 ebenda) war eine britische Jazzsängerin, die lange Jahre in Deutschland arbeitete.

## Leben und Karriere
MacLeod, geboren 1946 in Glasgow, stand bereits mit vier Jahren als Sängerin auf der Bühne; als Teenager entdeckte sie den Jazz. Inspiriert von Vokalistinnen wie Ella Fitzgerald, Billie Holiday und Sarah Vaughan beschloss sie Jazzsängerin zu werden. 1970 zog sie nach Westdeutschland; in den nächsten sieben Jahren trat sie in vielen europäischen Ländern auf und machte sich als Swingsängerin einen Namen. Zehn Jahre arbeitete sie in Stuttgart mit der Rudi Reindl Big Band und den Stuttgarter Small Stars, mit denen sie 1981 ein Album aufnahm. In den folgenden Jahren trat sie auf Kreuzfahrtschiffen auf. Ab 1990 arbeitete sie mit dem Stuttgarter Pianisten, Bandleader und Produzenten Frieder Berlin zusammen und lebte einige Jahre in Karlsruhe, bevor sie 1999 wieder nach Schottland zurückkehrte. In Deutschland trat sie zuletzt 2009 im Heilbronner Jazzclub Cave 61 mit Axel Lauser auf.

## Diskographische Hinweise
- Stuttgarter Small Stars & Jeanette McLeod Live (Jazz Point, 1981)
- The Voice of Swing with The Frieder Berlin Swing Project (Satin Doll, 1991) mit Peter Reiter, Ernst Hutter, Dieter Goal, Karoline Höfler, Reiner Oliva